# Tormento (Magic)
Tormento (Torment in inglese) è un'espansione del gioco di carte collezionabili Magic: l'Adunanza, edito da Wizards of the Coast. In vendita in tutto il mondo dal 4 febbraio 2002, è il secondo set di tre del blocco di Odissea, che comprende anche Odissea e Sentenza.

## Ambientazione
Tormento prosegue la narrazione delle avventure dei personaggi presentati in Odissea, sul continente di Otaria.

## Caratteristiche
Tormento è composta da 143 carte, stampate a bordo nero, così ripartite:
- per colore: 21 bianche, 28 blu, 40 nere, 28 rosse, 21 verdi, 5 terre.
- per rarità: 55 comuni, 44 non comuni e 44 rare.

Il simbolo dell'espansione è un uroboro, e si presenta nei consueti tre colori a seconda della rarità: nero per le comuni, argento per le non comuni, e oro per le rare.
Tormento è disponibile in bustine da 15 carte casuali e in 4 mazzi tematici precostituiti da 60 carte ciascuno:
- Grave Danger (nero/blu)
- Sacrilege (nero/bianco)
- Waking Nightmares (nero/rosso)
- Insanity (nero/verde)

### Prerelease
Tormento fu presentata in tutto il mondo durante i tornei di prerelease il 26 gennaio 2002, in quell'occasione venne distribuita una speciale carta olografica promozionale: il Campione di Laquatus, che presentava il nome e il testo della carta in cirillico. È stata la seconda carta promozionale delle prerelease su tre a essere stampata in una lingua che non utilizza l'alfabeto romano.

### Ristampe
L'unica carta del set che è stata ristampata da espansioni precedenti è il celebre Vampiro di Sengir, (presente nei set base dalla Prima Edizione alla Quarta Edizione comprese oltre che nella Nona Edizione e Decima Edizione e nei set speciali Battle Royale e Beatdown).

## Novità
Tormento, oltre a sviluppare le meccaniche di gioco e le abilità delle carte presentate nel set precedente, introduce nel gioco un'abilità completamente nuova: Follia.